# 东洛杉矶学院

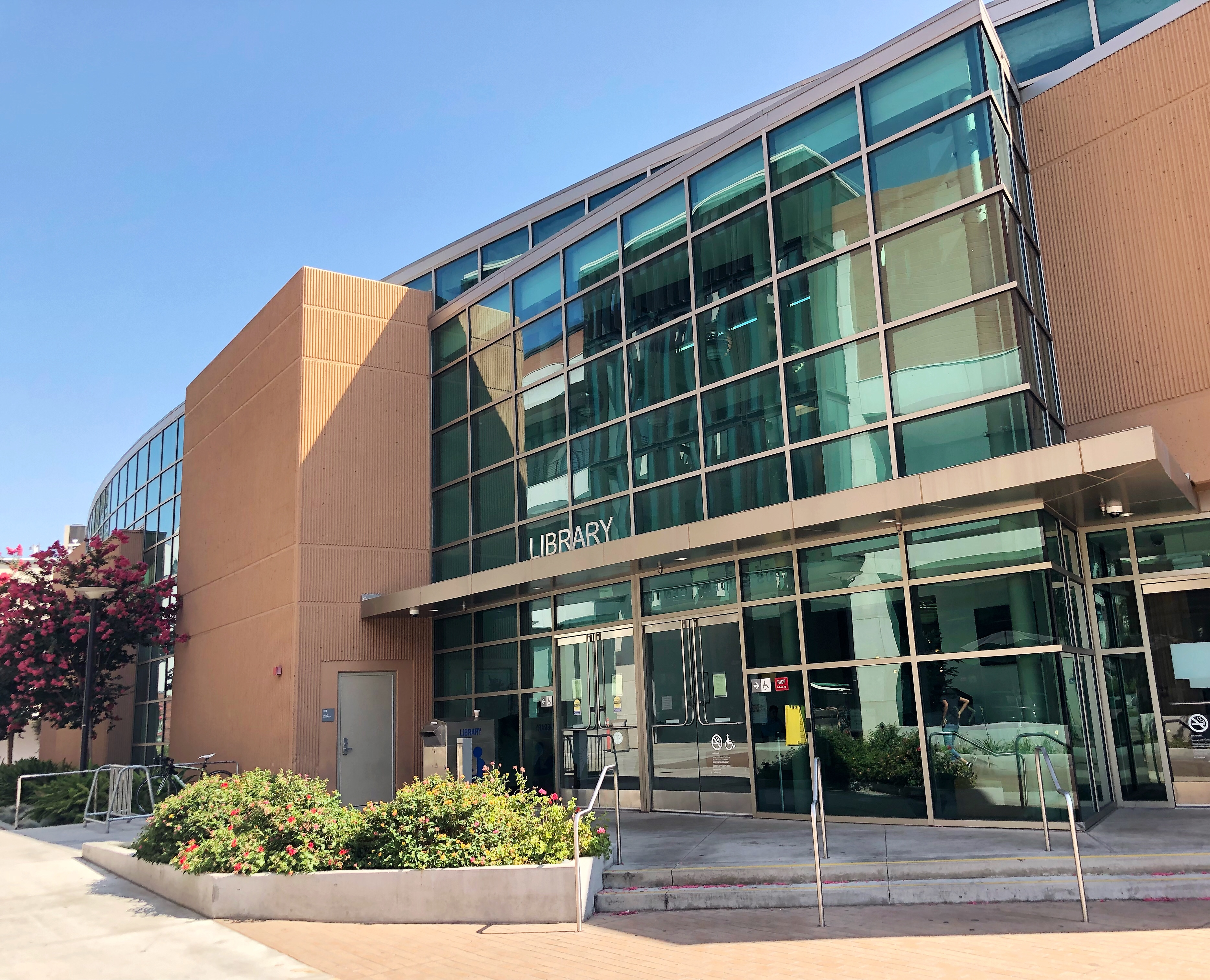
东洛杉矶学院的图书馆入口

东洛杉矶学院（East Los Angeles College，简称ELAC）是一所美国的加州社大。创建于1945年，为洛杉矶社区学院校区（Los Angeles Community College District，简称LACCD）的9所盟校之一。位于加州洛杉矶县的蒙特利公园市。学生人数为16496。
校长
- Robert Isomoto（約2008年）
- Ernest H. Moreno（約2010年）
- Marvin Martinez
- （現任）

## 俱乐部和组织
东洛杉矶学院的所有俱乐部都由ELAC 学生会自己组织和经营运作。
东洛杉矶学院校友会负责不断将毕业生与学生团体联系起来，并举办半年和年度和的活动，为奖学金筹集资金。
东洛杉矶学院校园新闻是该学院的报纸，它成立于1945年，由学生自行管理。在春秋季学期每周三发行印刷版。现任顾问是Jean Stapleton。其他组织包括East Side Spirit和Pride，该组织在校园内创建了赫斯基游行乐队，并在1995年帮助恢复了足球项目。此外，ESSP是校友协会成员。协会主席Dennis Sanche，董事会成员有23人。

## 荣誉课程
东洛杉矶的荣誉课程是UC系统，Pomona学院，Occidental和Loyola Marymount认可的。课程提供严谨的指导，帮助学生成功过渡到四年制学院。荣誉课程对半日和全日制学生开放， 申请报名需要3.0 GPA。成功完成荣誉课程被加州和华盛顿的11所四年制学院录保证优先录取。

## 地区高中的活动
ELAC的足球场是洛杉矶东部加菲尔德高中等当地高中毕业典礼的场地。Garfield 和 Theodore Roosevelt高中之间的“East L.A. Classic”足球比赛，曾经吸引超过20,000名球迷。